# Þorkell Þorbjörnsson
Þorkell Þorbjörnsson (Thorkel Thorbiornsson, 932-976) fue un vikingo y bóndi de Haukadalur, Sandar í Dyrafirði, Vestur-Ísafjarðarsýsla en Islandia. Era hijo del colono noruego Þorbjörn Þorkelsson y hermano de Gísle Súrsson. Es uno de los personajes principales de la saga de Gísla Súrssonar. Þorkell trabajaba en la hacienda de su cuñado y goði de Helgafell, Þorgrímur Þorsteinsson. Cuando Gísle mata a Þorgrímur en venganza por la muerte de su mejor amigo Vésteinn Vésteinsson, Þorkell opta por ayudarle dentro de unos límites pero eso no evita que en la escalada de violencia los hijos de Vésteinn acaben con su vida. 
Según Landnámabók, Þorkell estaba casado con Sigríður Björnsdóttir (n. 936), hija de Sleitu-Björn Hróarsson. Sin embargo, en la saga aparece la figura de Kol (Ásgerður) como esposa de Þorkell, y es la culpable de la cadena trágica de acontecimientos cuando manifiesta su amor por Vésteinn. 